# Grisen Lindboms äventyr
Grisen Lindboms äventyr är en bilderboksserie av Björn Bergenholtz om grisen Lindboms fantasifulla äventyr i olika historiska epoker.
- Vasagrisen: grisen Lindboms äventyr på regalskeppet Vasa
- Birkagrisen: grisen Lindboms äventyr på resa mot okänt land
- Blomstergrisen: grisen Lindboms äventyr med Carl von Linné